# Couvin
Couvin (vallonsk: Couvén) er en by i Vallonien i den sydlige del af Belgien. Byen ligger i provinsen Namur, tæt ved grænsen til nabolandet Frankrig. Indbyggertallet er pr. 2006 på ca. 13.500 mennesker.